# Pseudagrion emarginatum
Pseudagrion emarginatum är en trollsländeart som beskrevs av Karsch 1893. Pseudagrion emarginatum ingår i släktet Pseudagrion och familjen dammflicksländor. IUCN kategoriserar arten globalt som livskraftig. Inga underarter finns listade i Catalogue of Life.